# Antoni Wójcik
Antoni Piotr Wójcik – polski fizyk, profesor nauk fizycznych, specjalizuje się w fizyce atomowej, optyce kwantowej oraz informatyce kwantowej, nauczyciel akademicki Uniwersytetu im. Adama Mickiewicza w Poznaniu. Od 2012 dziekan Wydziału Fizyki UAM.

## Życiorys
Absolwent II Liceum Ogólnokształcącego im. Generałowej Zamoyskiej i Heleny Modrzejewskiej w Poznaniu. Studia z fizyki ukończył na Wydziale Fizyki UAM, gdzie zdobywał kolejne awanse akademickie i pracuje obecnie jako profesor nadzwyczajny w Zakładzie Elektroniki Kwantowej. Stopień doktorski uzyskał w 1992 w zakresie optyki atomowej i molekularnej na podstawie pracy pt. Podwójny rezonans optyczny w atomach - model z wewnętrzną strukturą poziomów (promotorem był Ryszard Parzyński). Habilitował się w 2003. Tytuł naukowy profesora nauk fizycznych otrzymał w 2013. Na macierzystej uczelni prowadzi zajęcia z mechaniki, podstawy nauk przyrodniczych, informatyki kwantowej oraz mechaniki kwantowej.
Swoje prace publikował m.in. w amerykańskim "Physical Review" oraz w "Acta Physica Polonica". 
Ma trzech synów: Jana, Macieja i Antoniego.